# Serra do Formoso
A Serra do Formoso ou Serra de A-de-Formoso é uma serra portuguesa, no concelho de Vila Franca de Xira, junto à vila de Alhandra, com 308 metros de altitude.

## Linhas de Torres Vedras
A Serra do Formoso desempenhou um papel importante na defesa de Lisboa no contexto da Guerra Peninsular, integrando as Linhas de Torres Vedras e sendo o local onde as duas linhas estão mais próximas uma da outra. Tem um miradouro com vistas sobre o Rio Tejo e lezírias, no local de um antigo forte das Linhas de Torres Vedras. No centro do miradouro está o Monumento às Linhas de Torres com um pilar em pedra suportando a estátua de Hércules.